# Tren al Desarrollo
El tren urbano de Santiago del Estero o más conocido como Tren al Desarrollo, es un tren que recorre las vías de la Línea Mitre entre la ciudad de Santiago del Estero y La Banda, en Argentina.
La obra fue anunciada y licitada en 2012 por el gobernador Zamora, fue inaugurado en septiembre de 2016 por autoridades del gobierno de la provincia, encabezadas por la gobernadora Claudia Ledesma Abdala de Zamora, nace desde la Estación Centro en cercanías al Fórum, hasta la Estación Nodo.

## Combinaciones
Estación La Banda: Tren San Miguel de Tucumán-Retiro Mitre (Buenos Aires) y servicio Regional La Banda - Fernández 
Estación Jardin Botánico: Estadio Único Santiago del Estero.

## Posible extensión
También se prevé que el tren pueda ir desde Santiago del Estero hacia la capital de la provincia de Tucumán (San Miguel de Tucumán) parando en Termas de Río Hondo.